# NGC 287
NGC 287 (również PGC 3145) – galaktyka spiralna (S0-a), znajdująca się w gwiazdozbiorze Ryb. Odkrył ją John Herschel 22 listopada 1827 roku.